# 단어 샐러드

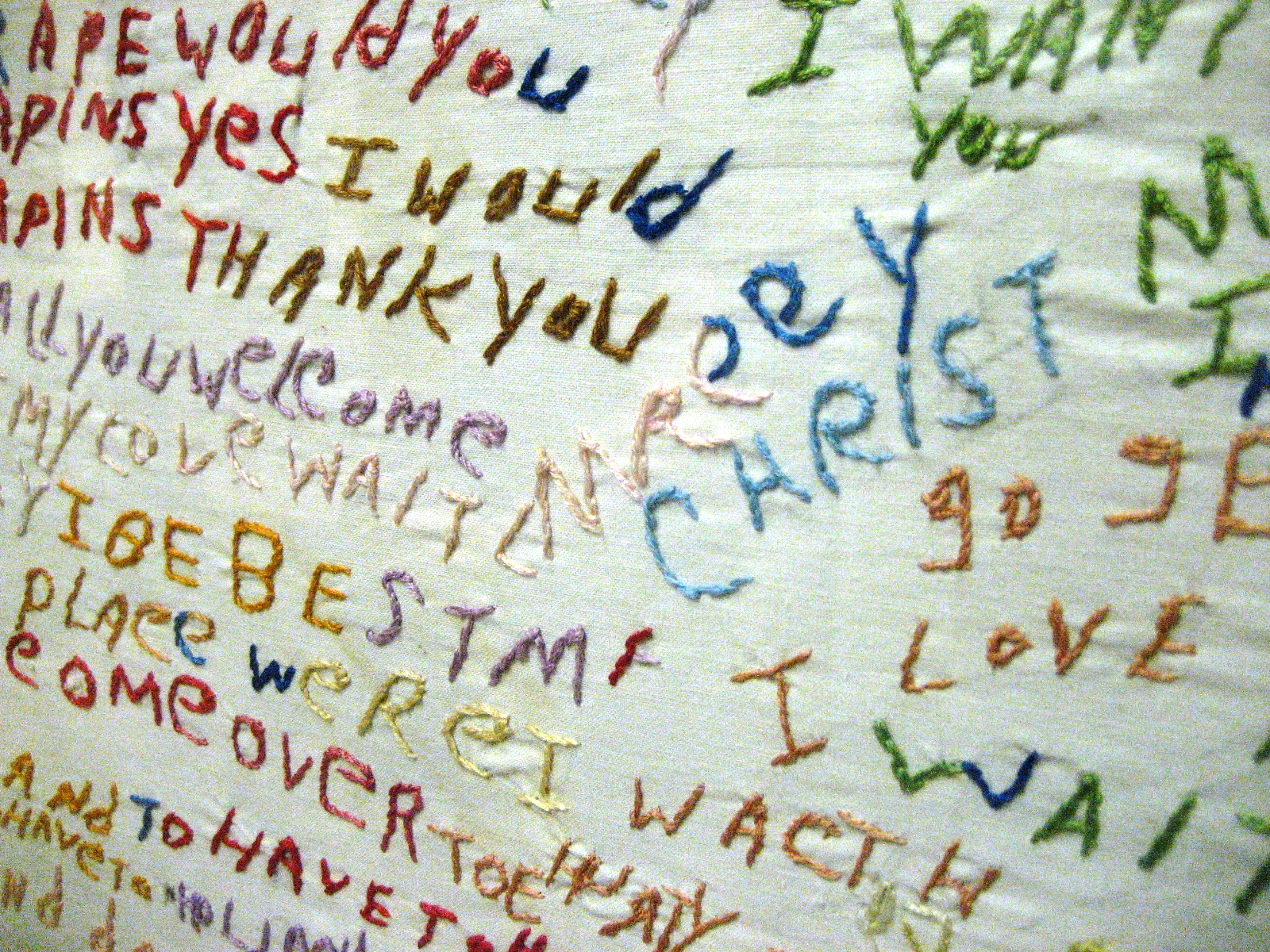
조현병 환자가 만든 직물 예술품으로, 표면상 서로 연결되지 않는 단어들을 직물 위에 수놓았다. 바로 단어 샐러드인 것이다.

단어 샐러드(word salad)는 "표면상 임의적인 단어와 문장의 혼란스러운 혹은 이해하기 힘든 뒤범벅(confused or unintelligible mixture of seemingly random words and phrases)"을 말하며, 대체로 신경계 질환(neurological disorder)나 정신 장애(mental disorder) 증상을 설명하는데 사용되기도 한다. '분열언어'라는 뜻의 schizophasia라는 이름은 특히 조현병(schizophrenia) 환자에게서 드러날 수 있는 혼란스러운 언어를 설명하는데 사용된다. 단어들은 문법적으로는 맞을 수도 틀릴 수도 있지만, 의미상으로는 청자가 어떤 의미도 뽑아낼 수 없을 정도로 혼란스럽다. 이 용어는 정신의학은 물론 원어민이 문법적으로 수용할 수 있다고 판단하는 것을 설명하는 이론언어학에서도 사용되기도 한다.

## 정신의학
단어 샐러드는 사고를 소통하려는 시도를 하는 사람에게서 보이는 신경계 혹은 정신적 질환 증상이지만, 표면적으로 임의적이고 무관한 것으로 보이는 단어와 문구는 일관되지 않은 연쇄체로 나타난다. 환자는 자신들의 말이 말도 안 된다는 것을 모르기도 한다. 치매 및 조현병 환자에게서 보이며, 무산소 뇌손상(anoxic brain injury) 이후에도 보인다. 조현병(schizophrenia) 환자에게서는 '분열언어(schizophasia)'라고 한다. 특히 음연상(Clang association)은 사고비약(flight of ideas)의 좀더 심각한 형태로서 조증은 물론 양극성 장애에서 보인다. 극단적인 조증에서 환자의 말은 일관성이 없으며 연관성이 매우 느슨하여, 말그대로 단어 샐러드가 보인다.
다음과 같은 형태로 나타난다.
- 음연상(Clanging) : 의미보다 운율과 음성의 연관성을 따르는 발화 패턴
- 난서증(Graphorrhea) : 조현병 환자의 다변증(logorrhea)보다 훨씬 덜 보이는 필기 유형의 단어 샐러드[4]
- 다변증(Logorrhea) : 과도한 말하기(일관성 없고 강압적)를 특성으로 하는 정신 질환
- 수용성 실어증(Receptive aphasia)[5] : 발화는 유창하지만 의미가 없으며, 뇌졸중이나 기타 뇌손상으로 인하여 발생한다.

## 같이 보기
- 사고장애
- 언어압박
- 착어증(paragrammatism)
- 횡설수설(gibberish)